# Jaroslav Rybakov
Jaroslav Vladimirovitj Rybakov (ryska: Яросла́в Влади́мирович Рыбако́в), född 22 november 1980 i Mogiljov, Vitryska SSR, Sovjetunionen, är en rysk höjdhoppare. 
Rybakovs genombrott kom när han vid VM 2001 i Edmonton blev silvermedaljör efter Tysklands Martin Buß, på den nya personliga rekordhöjden 2,33. Året efter blev han Europamästare när han klarade 2,31. Vid inomhus VM 2003 blev han silvermedaljör efter Stefan Holm när han tog 2,33. Utomhus samma år blev han bara nia efter att ha klarat bara 2,25. 
Ytterligare en silvermedalj vann han vid inomhus VM 2004, hans 2,32 räckte inte heller denna gång mot Holm. Senare samma år deltog han vid Olympiska sommarspelen i Aten där han placerade sig sexa. 
Under 2005 vann han åter två silvermedaljer - dels vid inomhus EM i Madrid, då han satte ett nytt personligt rekord inomhus genom att klara 2,38, vilket var två centimeter från Stefan Holms 2,40, dels utomhus då det blev silver vid VM i Helsingfors där blygsamma 2,29 räckte till silver bakom Jurij Krymarenko. 
Under 2006 blev det guld vid inomhus VM i Moskva med ett hopp på 2,37. Utomhus samma år deltog han vid EM i Göteborg där han slutade på femte plats. Hans tredje VM-silver kom vid VM i Osaka där han placerade sig bakom Donald Thomas efter att ha klarat 2,35, vilket innebar personligt rekord utomhus. 
Han började 2008 med att bli silvermedaljör vid inomhus VM, återigen efter Stefan Holm och senare samma år blev han bronsmedaljör vid Olympiska sommarspelen 2008. Rybakov blev guldmedaljör vid Friidrotts-VM i Berlin år 2009. År 2010 blev Rybakov åter silvermedaljör vid VM inomhus i Doha där han placerade sig bakom Ivan Uchov med ett hopp på 2,31.
Rybakov är 1.96 cm lång och väger 84 kg.

## Personliga rekord
- Höjdhopp utomhus - 2,35 meter (29 augusti 2007 i Osaka)
- Höjdhopp inomhus - 2,38 meter (15 februari 2005 i Stockholm)